# Joaquín García (agente dell'FBI)
Joaquín García, detto Jack, noto anche con lo pseudonimo di Jack Falcone (L'Avana, 1952), è un ex agente segreto statunitense che, sotto copertura da parte dell'FBI per quasi tre anni, tra il 2002 e il 2005, si è infiltrato nella famiglia Gambino, una delle cinque famiglie della mafia di New York.

## Biografia
Considerato uno degli infiltrati di maggior successo della storia del bureau, García nacque all'Avana nel 1952 e approdò negli Stati Uniti d'America nel 1961, al seguito della propria famiglia in fuga dal regime di Fidel Castro. Dopo essersi stabilito nel Bronx, dove frequentò la Mount Saint Michael Academy, riuscì a ottenere una borsa di studio per il football americano e a giocare nelle squadre dell'Università Statale del Texas Occidentale, del Westchester Community College e dell'Università di Richmond, fino a laurearsi presso quest'ultima nel 1975. Subito dopo la laurea, García fece domanda per entrare nell'FBI e, guadagnata la cittadinanza statunitense nel 1976, divenne infine un agente speciale nel maggio 1980.

### Carriera nell'FBI
Jack García rimase nell'FBI dal 1980 al 2006 e, nel corso di questi 26 anni, lavorò per 24 anni come agente sotto copertura, portando a termine più di 100 operazioni di infiltrazione. Nella sua carriera, García operò quindi da infiltrato sia in indagini anticorruzione, come quelle che portarono alla scoperta di politici corrotti ad Atlantic City, nel New Jersey, e di agenti di polizia corrotti presso il dipartimento di polizia di Boston, quello di Hollywood, in Florida, e altri ancora, sia in operazioni antidroga condotte nei confronti di rappresentanti dei cartelli della droga messicani e colombiani, dove recitò il ruolo di trafficante e contrabbandiere. Ancora,  talvolta lavorando simultaneamente in diverse indagini e destreggiandosi fra le sue varie identità, García si infiltrò in organizzazioni appartenenti al crimine organizzato russo e asiatico, e partecipò ad azioni di antiterrorismo nazionale e internazionale. Il suo ruolo più famoso, infine, fu quello di Jack Falcone, che l'agente utilizzò per infiltrarsi nella famiglia mafiosa dei Gambino.

### Operazione Jack Falcone
Alla fine del 2002, dopo essersi meticolosamente preparato per sembrare un italoamericano, imparando ad esempio molte ricette di tipici piatti italiani, Jack García assunse l'identità di Jack Falcone, un autoproclamato ladro di gioielli e spacciatore di droga siciliano proveniente da Miami, per infiltrarsi nella famiglia newyorkese dei Gambino. Nel suo ruolo, l'uomo risultò così convincente da far sì che Gregory DePalma, un caporegime dei Gambino, lo proponesse per l'affiliazione alla famiglia e, se l'operazione non fosse stata interrotta nel 2005, con buona probabilità García sarebbe diventato il primo agente sotto copertura ad essere nominato soldato di una famiglia mafiosa. Quella fu la seconda volta in cui un agente FBI fu proposto per l'affiliazione in una famiglia; la prima volta si ebbe infatti nella seconda metà degli anni 1970, quando Joe Pistone si infiltrò come "Donnie Brasco" nelle file della famiglia Bonanno.
A marzo 2005, dopo quasi tre anni, i supervisori di García decisero di porre termine all'operazione, peraltro contro il parere dello stesso García, e procedere agli arresti. In conclusione, l'operazione Jack Falcone portò all'arresto e alla condanna di 32 mafiosi, incluso il boss reggente della famiglia Gambino, Arnold Squitieri, e il vicecapo reggente, Anthony Megale. DePalma, che fu uno dei pochi a non accettare il patteggiamento, fu condannato a 12 anni di carcere e morì in prigione nel 2009.

## Libro
Jack García lasciò l'FBI poco dopo il termine dell'operazione Jack Falcone e, nel 2008, pubblicò il libro Making Jack Falcone: An Undercover FBI Agent Takes Down a Mafia Family, raccontando nei dettagli alcune delle indagini da lui condotte sotto copertura, inclusa quella che lo vide infiltrato nella famiglia Gambino. Nel 2010, dal libro, divenuto nel frattempo un best seller, fu ricavato il film Making Jack Falcone, che, uscito nel 2013, vede come protagonista Benicio del Toro nei panni di Jack García.